# Михайлов, Михаил Иванович (хоккеист)
Михаи́л Ива́нович Миха́йлов (род. 9 июня 1987 года, Березники, Пермская область, РСФСР, СССР) — российский  хоккеист, выступал за клубы РХЛ, ВХЛ и главной хоккейной лиги Казахстана. Мастер спорта (2015).

## Биография
Родился в 1987 году в Березниках. Воспитанник пермской школы хоккея. Игровую карьеру начал в молодёжном составе пермского клуба Молот-Прикамье, на основе которого в сезоне в 2008 году был создан фарм-клуб «Октан». Затем большую часть карьеры защищал ворота клубов вторых по значению российских лиг — ВХЛ и МХЛ — кирово-чепецкой «Олимпии» (2008—2010), оренбургском «Газпром-ОГУ» (2009/2010), «Тамбове» (2012/2013), глазовском «Прогрессе» (2013/2014), «Ростове» из Ростова-на-Дону (2014/2015), волжской «Ариаде» (2015/2016).
В сезоне 2010/2011 играл в клубе Казахской хоккейной лиги «Алматы» из Алма-Аты.
Начав сезон 2016/2017 в составе воронежского «Бурана», в октябре его покинул после опровергнутых обвинений в букмекерских ставках против своей команды. Завершил сезон и игровую карьеру в клубе «Челны» из Набережных Челнов.
В настоящее время работает в московской «Школе хоккейных вратарей».